# Cladogynos orientalis
Cladogynos orientalis är en törelväxtart som beskrevs av Alexander Zippelius och Johan Baptist Spanoghe. Cladogynos orientalis ingår i släktet Cladogynos och familjen törelväxter. Inga underarter finns listade i Catalogue of Life.